# Grettir der Starke

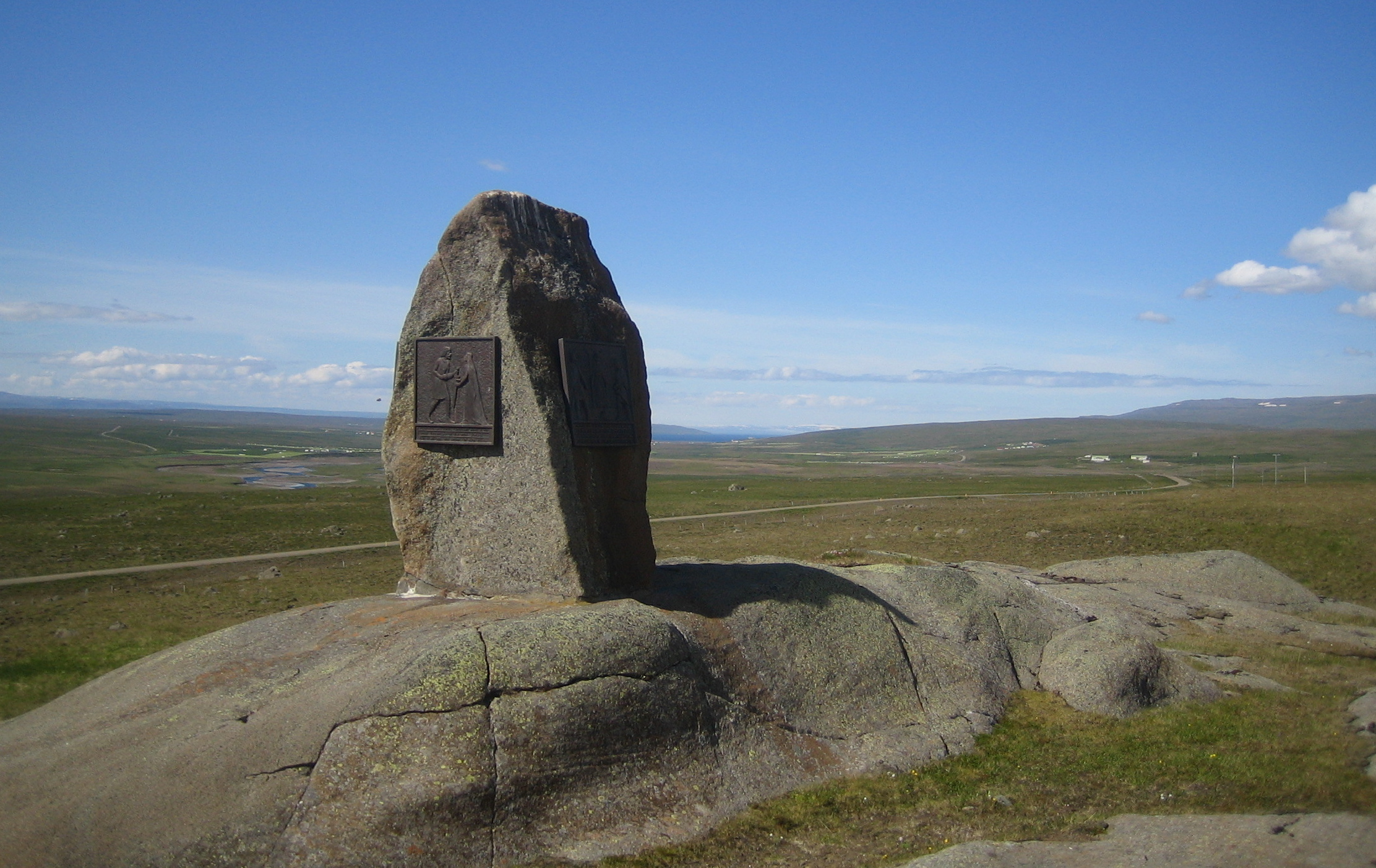
Ein Denkmal für Ásdís, Grettirs Mutter, in Bjarg in Miðfjörður.

Die Saga von Grettir dem Starken (isländisch Grettis saga) ist eine der wichtigsten Isländersagas und wurde im 14. Jahrhundert in Island aufgeschrieben. Der Autor bleibt anonym wie auch in den anderen Isländersagas.

## Inhalt

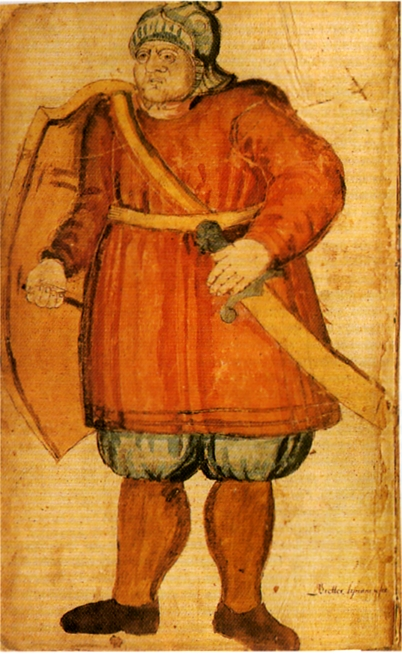
Grettir in zeitgenössischer Tracht und Bewaffnung. Illustration in einem isländischen Manuskript aus dem 17. Jahrhundert.

Es geht um einen sehr starken Mann aus guter Familie vom Hof Bjarg am Miðfjörður in Nordisland. Schon als Kind erweist sich Grettir als echter Wikinger, der aber auch dichten kann, und ist darin seinem Sagakollegen Egill Skallagrímsson ähnlich. Außerdem ist er größer und stärker als andere Kinder seines Alters. Er will die vom Vater übertragenen Aufgaben schon mit 10 Jahren nicht ausführen, bringt die Gänse um, statt sie zu hüten, und zieht dem wetterfühligen Pferd halb die Haut ab. Der Vater betrachtet ihn deshalb als Nichtsnutz und zieht ihm den älteren Bruder Atli vor, wohingegen ihn die Mutter sehr unterstützt. Sein aufbrausendes Temperament bringt ihn in manche Schwierigkeiten.
Als 16-Jähriger tötet er einen Mann und wird zum ersten Mal (für 3 Jahre) zum Gesetzlosen erklärt, anschließend unternimmt er seine erste Reise nach Norwegen.
Nach seiner Rückkehr nach Island legt er sich mit dem Wiedergänger Glámur an, der die Bauern im Vatnsdal in Nordisland verunsichert. Er besiegt den Wiedergänger und erwirbt die Dankbarkeit der Bauern der Umgebung. Seit diesem Kampf jedoch fürchtet er sich vor der Dunkelheit.
Schließlich fährt er als junger Mann nochmals nach Norwegen, wo König Olaf Haraldsson fähige junge Männer um sich sammelt. Dabei geschieht ein Unglück. Als Grettir über einen Fjord schwimmt, um Feuer zu holen, stellen sich die zwei Söhne eines mächtigen Mannes aus Island, die er antrifft, so ungeschickt an, dass deren Haus in der Folge abbrennt und sie darin umkommen. Grettir wird vom Vater des Mordes angeklagt und dieser erreicht auf dem obersten Gericht des Althing auch seine Verurteilung zu 20 Jahren Verbannung in die isländischen Einöden.
Es folgt eine lange Zeit des Umherziehens im ganzen Lande. Freunde und Verwandte wollen Grettir rehabilitieren, aber der Feind ist mächtiger und erreicht noch im 19. Jahr der Gesetzlosigkeit, dass diese weiter bestehen bleibt und Grettir weiter als vogelfrei gilt.
Grettir führt ein Räuberleben unter anderem in den Westfjorden, in der Arnarvatnsheiði und in Nordisland. Mehrfach besucht er auch einen Verwandten in Gilsbakki bei den Hraunfossar, um dort zu überwintern.
Ein Beispiel für seine Stärke liefert er bei einer Überwinterung in Reykhólar, in den Westfjorden. Er holt dort mit zwei anderen starken Männern einen Ochsen von einer Insel im Breiðafjörður. Das Wetter ist stürmisch, der Ochse völlig erschöpft bei der Ankunft. Da nimmt ihn Grettir auf die Schultern und trägt ihn zum Hof.
Schließlich zieht sich Grettir im 19. Jahr der Verbannung mit seinem jüngeren Bruder Illugi auf die Insel Drangey im Skagafjörður zurück. Auch von dort schwimmt er einmal die 6 km bis auf das Festland, um Feuer zu holen (heute jährlich nachgeahmt von zahlreichen Leuten). Ein Feind, den der Vater der toten Brüder geschickt hat, versucht mehrfach, ihn zu töten. Schließlich greift dessen Ziehmutter mit einem Zaubertrick ein und schickt ihm einen verzauberten Baumstamm über das Wasser. Der dumme Knecht bringt diesen als vermeintliches Brennholz in die Zufluchtsstätte. Prompt fährt Grettir die Axt in sein Bein, als er den Stamm kleinhacken will. Das Bein fängt an zu eitern und schwächt Grettir beträchtlich. In diesem Zustand wird er schließlich von den Feinden getötet.
Die Geschichte hat ein Nachspiel, schließlich ist der überlebende Bruder Grettirs, Þorsteinn, zur Rache verpflichtet. Der folgt dem Mörder erst nach Norwegen, dann nach Konstantinopel, wo er den Mörder tötet und sich selbst in recht ausführlich geschilderte Liebeshändel mit einer verheirateten Dame verwickelt. Diese wird schließlich geschieden, sie heiraten und nach langen Jahren erfolgt Absolution vom Papst bei einer Pilgerreise nach Rom.

## Zum Nachspiel
Das Nachspiel ist lange als Makel der Saga angesehen worden. Es weicht im Stil und in der Thematik deutlich von den üblichen Sagaschemata ab. Die Beziehung Þorsteins zu der Frau wird recht ausführlich und unter Einbeziehung burlesker Elemente (zum Beispiel wie in den frühmittelhochdeutschen Tageliedern) geschildert. Hier lässt sich auch der Einfluss des europäischen Höfischen Romans und der Ritterepen ablesen. Vielleicht war das Nachspiel in der mündlichen Überlieferung nicht so enthalten und der sehr belesene Autor hat es einfach angehängt, da es Literatur seiner Zeit verarbeitet.

## Grettirs Heimathof Bjarg heute

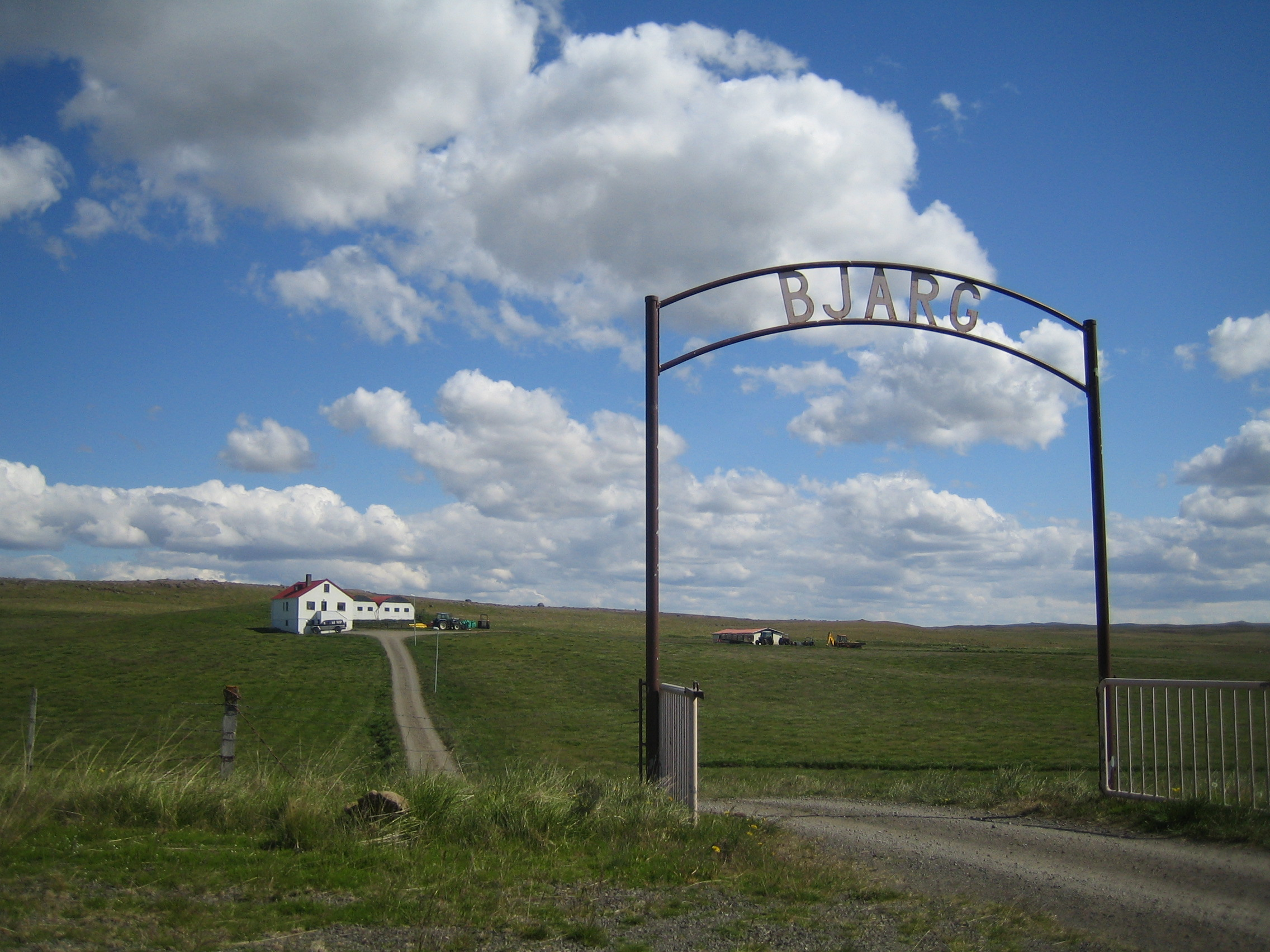
Der Hof Bjarg im Miðfjörður heute.

Bjarg, der Geburtsort Grettirs, wird heute noch bewirtschaftet. Das Gelände ist in zwei Höfe, Ytra-Bjarg und Bjarg, geteilt worden. Der Sage nach wurde der abgeschlagene Kopf Grettirs seiner Mutter Ásdís überreicht und soll noch heute unter einem großen Felsen vor dem Hof liegen. Für die Mutter wurde an der Straße zum Hof ein Gedenkstein (Ásdísarsteinn) errichtet, dessen Tafeln Szenen aus der Saga wiedergeben.

### Buchausgaben
- Dagobert Schoenfeld: Gretter der Starke. Einer alten isländischen Urkunde nacherzählt. Schuster & Loeffler, Berlin 1896
- Grettissaga. Reykjavík (Dreifingarmiðstöð) 1996, ISBN 9979-3-0725-0. (isländisch)
- H. Seelow (Übers.): Die Grettis Saga – Die Saga von Grettir dem Starken. aus: Kurt Schier (Hrsg.): Saga, Bibliothek der altnordischen Literatur. Diederichs, München 1998, ISBN 3-424-01425-7.
- Grettissaga. Translated with notes by Jesse Byock. University Press, Oxford 2009, ISBN 978-0-19-280152-4. (englisch)
- K. Magnusson (Übers.): Die Saga von Grettir (Grettis saga) aus „Isländersagas 2“, S. Fischer, Frankfurt 2011, ISBN 978-3-10-007623-6

### Hörbuch
- Grettis Saga. Hljóðbók 1-3. Reykjavík (HLJÓÐBÓKAKLÚBBURINN) 1997, ISBN 0-617-10034-9. (isländisch)
- Kristof Magnusson erzählt die Saga von Grettir (Grettis saga) in: „Die Saga-Aufnahmen (II): Die Saga von Egill (Egils saga) / Die Saga von Grettir (Grettis saga)“, supposé, Berlin 2011, ISBN 978-3-86385-002-9 (deutsch)

### Internetausgaben des Textes
- Public Domain-Ausgabe der Grettis-Saga - OMACL (englische Übersetzung)
- (neuisländische) Internetausgabe der Saga - Snerpa

### Beiträge
- Maria Bonner: Grettir's First Escapades: How To Challenge Your Father And Get Away With It – A Case Study In Historical Dialogue Analysis. In: Frederic Amory in Memoriam. Old Norse-Icelandic Studies. Ed. John Lindow & George Clarke. Berkeley – Los Angeles: North Pinewood Press 2015:184-212. ISBN 978-0-692-52016-1